# Álex Gálvez
Alejandro 'Álex' Gálvez Jimena (Granada, 1989. június 6. –) spanyol labdarúgó, az UD Ibiza játékosa.